# Ernst Wichert (Maler)

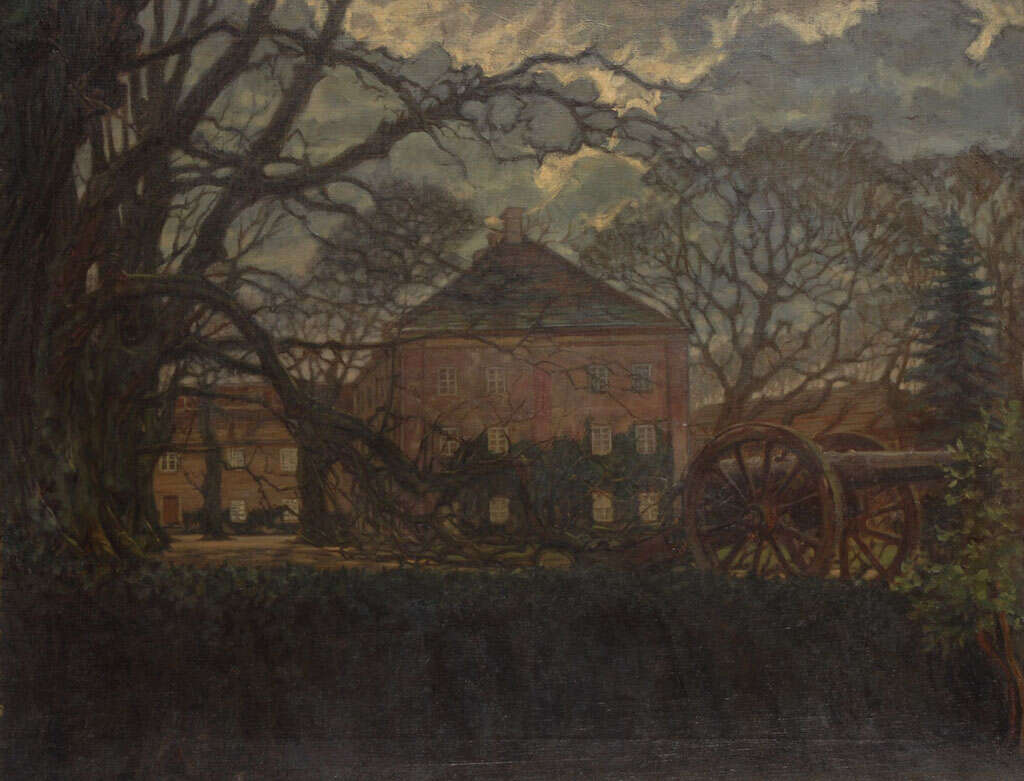
Schloss Schönhausen (1922); Öl auf Leinwand

Ernst Wichert (* 20. Januar 1885 in Berlin; † 22. April 1953 ebenda) war ein deutscher Maler und Grafiker.

## Wirken
Wichert war Schüler von Woldemar Friedrich und Georg Koch an der Akademie der Künste in Berlin.
Neben Studienreisen, die er durch Österreich und Jugoslawien, Italien, Dalmatien, Frankreich und Spanien unternahm, verweilte er von 1911 bis 1914 mit anderen Berliner und Düsseldorfer Malern wie Adolf Lins, Hugo Mühlig, Walter Courtois, Walter Hoeck, Emil Beithan und Hans Bremer im hessischen Malerwinkel Röllshausen in der Schwalm.
In der Zeit des Nationalsozialismus leitete er Ausstellungen des NS-Kulturbundes. 1937, 1939 und 1941 war er mit vier Bildern auf der Großen Deutschen Kunstausstellung in München vertreten, u. a. 1941 mit dem Pastell „Flüchtlinge“.
Den Ersten Weltkrieg erlebte Wichert als Soldat an der Front. Danach lebte und arbeitete er in Berlin.

## Belege
1. ↑  Ernst Wichert auf der Familienseite wichert.de
2. ↑  Flüchtlinge — Die Großen Deutsche Kunstausstellungen 1937 – 1944/45. Abgerufen am 11. Dezember 2021.

| Personendaten    | Personendaten                |
| ---------------- | ---------------------------- |
| NAME             | Wichert, Ernst               |
| KURZBESCHREIBUNG | deutscher Maler und Grafiker |
| GEBURTSDATUM     | 20. Januar 1885              |
| GEBURTSORT       | Berlin                       |
| STERBEDATUM      | 22. April 1953               |
| STERBEORT        | Berlin                       |